# Ral·li de Tunísia
El Ral·li de Tunísia (en francès, Rallye de Tunisie) fou una prova de ral·li raid que es disputà a Tunísia anualment entre el 1981 i el 2011. L'organitzava Stéphane Clair i l'equip de l'empresa francesa NPO, amb el suport del National Automobile Club de Tunisie i les federacions d'automobilisme i de motociclisme tunisianes.

## Llista de guanyadors
Font:
| Any  | Cotxes                                     | Cotxes               | Motos                | Motos       |             |
| Any  | Pilot - Copilot                            | Automòbil            | Pilot                | Moto        |             |
| ---- | ------------------------------------------ | -------------------- | -------------------- | ----------- | ----------- |
| 1981 | Jean-Claude Briavoine · Catherine Plessis  | Lada                 | Luc Duriez           | Yamaha      |             |
| 1982 | Jacques Regis · Yves Hollebecq             | Range Rover          | Gilles Moneret       | Yamaha      |             |
| 1983 | No disputat                                | No disputat          | No disputat          | No disputat | No disputat |
| 1984 | Arnault Lucbert · Patrick Destaillats      | Range Rover          | Gilles Picard        | SWM         |             |
| 1985 | Mikel Prieto · Julio Vázquez               | Nissan               | Pierre Marie Poli    | Yamaha      |             |
| 1986 | Pierre Lartigue · René Ponte               | Lada                 | Marc Joineau         | Suzuki      |             |
| 1987 | Jean Da Silva · Bernard Maingrets          | Mitsubishi           | Carles Mas           | Yamaha      |             |
| 1988 | Ari Vatanen · Bruno Berglund               | Peugeot 405 Turbo 16 | Alessandro De Petri  | Cagiva      |             |
| 1989 | Pierre Lartigue · Bernard Maingrets        | Mitsubishi           | Alessandro De Petri  | Cagiva      |             |
| 1990 | Pierre Lartigue · Henri Magne              | Mitsubishi           | Stéphane Peterhansel | Yamaha      |             |
| 1991 | No disputat                                | No disputat          | No disputat          | No disputat | No disputat |
| 1992 | Pierre Lartigue · Michel Périn             | Citroën              | Luigi Medardo        | Yamaha      |             |
| 1993 | Saeed Al Hajri · Henri Magne               | Mitsubishi           | Flavio Agradi        | Gilera      |             |
| 1994 | Pierre Lartigue · Michel Périn             | Citroën              | Stéphane Peterhansel | Yamaha      |             |
| 1995 | Pierre Lartigue · Michel Périn             | Citroën              | Alain Olivier        | Yamaha      |             |
| 1996 | Pierre Lartigue · Michel Périn             | Citroën              | Thierry Magnaldi     | KTM         |             |
| 1997 | Pierre Lartigue · Michel Périn             | Citroën              | Fabrizio Meoni       | KTM         |             |
| 1998 | Jean-Louis Schlesser · Philippe Monnet     | Buggy Schlesser      | Richard Sainct       | KTM         |             |
| 1999 | Jean-Louis Schlesser · Philippe Monnet     | Buggy Schlesser      | Richard Sainct       | BMW         |             |
| 2000 | Jean-Louis Schlesser · Henri Magne         | Buggy Schlesser      | Fabrizio Meoni       | KTM         |             |
| 2001 | Bruno Saby · Thierry Delli Zotti           | Ford Protruck        | Fabrizio Meoni       | KTM         |             |
| 2002 | Stéphane Peterhansel · Jean-Paul Cottret   | Mitsubishi           | Nani Roma            | KTM         |             |
| 2003 | Jean-Louis Schlesser · Jean-Marie Lurquin  | Buggy Schlesser      | Fabrizio Meoni       | KTM         |             |
| 2004 | Stéphane Peterhansel · Jean-Paul Cottret   | Mitsubishi           | Cyril Despres        | KTM         |             |
| 2005 | Luc Alphand · Gilles Picard                | Mitsubishi           | Cyril Despres        | KTM         |             |
| 2006 | Stéphane Peterhansel · Jean-Paul Cottret   | Mitsubishi           | Isidre Esteve        | KTM         |             |
| 2007 | Jean-Louis Schlesser · Arnaud Debron       | Buggy Schlesser      | Marc Coma            | KTM         |             |
| 2008 | Dominique Housieaux · Jean-Michel Polato   | Buggy Schlesser      | Olivier Pain         | Yamaha      |             |
| 2009 | Orlando Terranova · Filip Palmeiro         | BMW X-Raid           | Cyril Despres        | KTM         |             |
| 2010 | Jean-Louis Schlesser · Konstantin Zhiltsov | Buggy Schlesser      | Chaleco López        | Aprilia     |             |
| 2011 | Leonid Novitskiy · Andreas Schulz          | BMW X-Raid           | Hélder Rodrigues     | Yamaha      |             |